# Полтавка (Дагестан)
Полтавка — упразднённый хутор в Бабаюртовском районе Дагестана. На момент упразднения входил в состав Люксембургского сельсовета. Упразднён в 1960-е годы.

## Географическое положение
Располагался на правом берегу Люксембургского канала, в 0,5 км к северо-востоку от села Люксембург. В настоящее время на месте хутора расположена ферма.

## История
Основан в 1930 году. По данным на 1939 г. хутор состоял из 39 хозяйств, в административном отношении входил в состав Люксембургского сельсовета. В хозяйственном отношении являлся бригадой колхоза имени К. Либкнехта села Люксембург (37 хозяйств хутора входили в колхоз). В 1939 году Бабаюртовский РИК вышел с предложением к СНК ДАССР о сселении, в 1940 году, жителей хутора на центральную усадьбу колхоза. Постановления СНК ДАССР от 14 августа 1939 г. «О сселении хуторских населённых пунктов колхозов Бабаюртовского района в их основные населённые пункты» данное предложение не было принято; с целью соединения этих двух населённых пунктов в один, СНК рекомендовать райисполкому доприселение новых колхозных дворов производить на земли, расположенные между селами Полтавка и Люксембург.

## Население
По данным на начало 1939 года на хуторе проживал 201 человек, в том числе 101 мужчина и 100 женщин. По данным на 1959 год на хуторе проживало 48 человек, в национальной структуре населения ногайцы составляли 63 %, чеченцы — 37 %.